# ビザンチン型ギリシア語写本

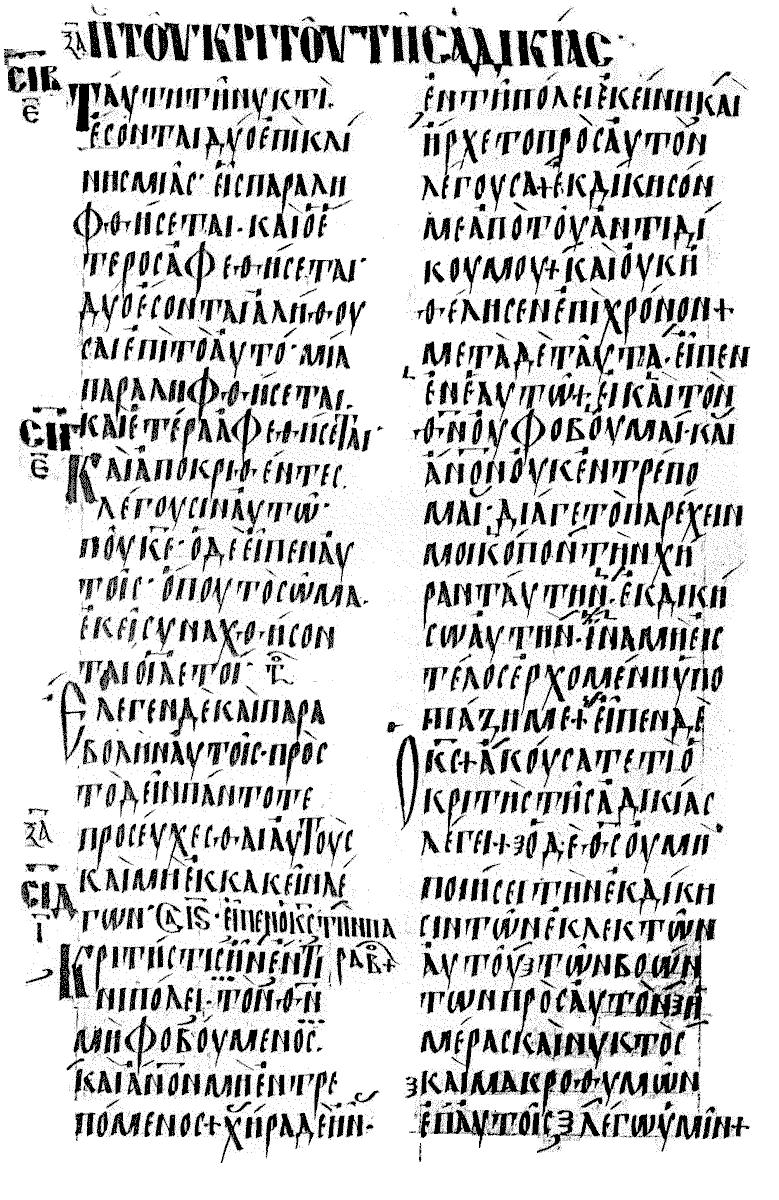
バチカン写本354 S（028）、ファミリーKに割り当てられたビザンチンテキストとアンシャル体写本^{、1}

ビザンチン型ギリシア語写本（The '''Byzantine text-type''' '''Majority Text''', '''Traditional Text''', '''Ecclesiastical Text''', '''Constantinopolitan Text''', '''Antiocheian Text''', or '''Syrian Text'''とも) は、ギリシャの新約聖書の写本テキスト文字を記述するために使用されるテキストタイプの 1 つ。
現存するギリシア語新約聖書写本の大多数を占めるため、マジョリティテキストともいわれる。

## ビザンチンテキストの写本

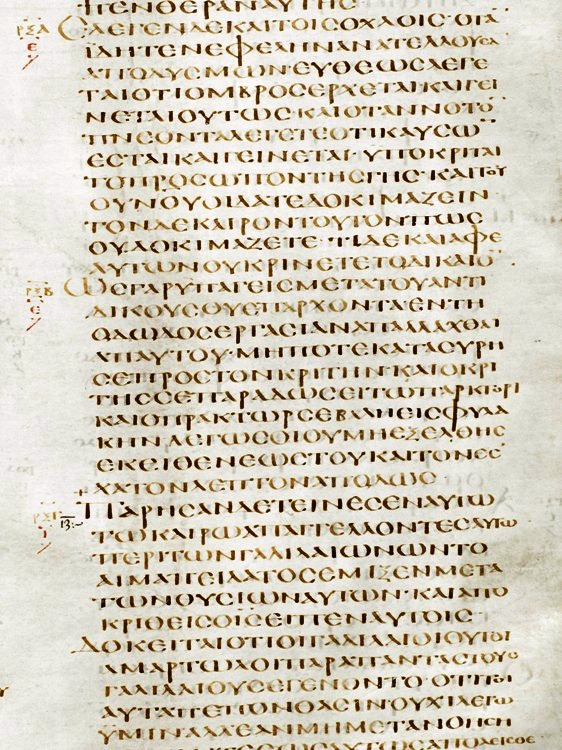
コーデックスアレクサンドリア写本、福音書のビザンチンテキストの最も古いギリシャの証人、家族Πの近く（ルカ12：54-13：4 ）

### 注目すべきビザンチン写本

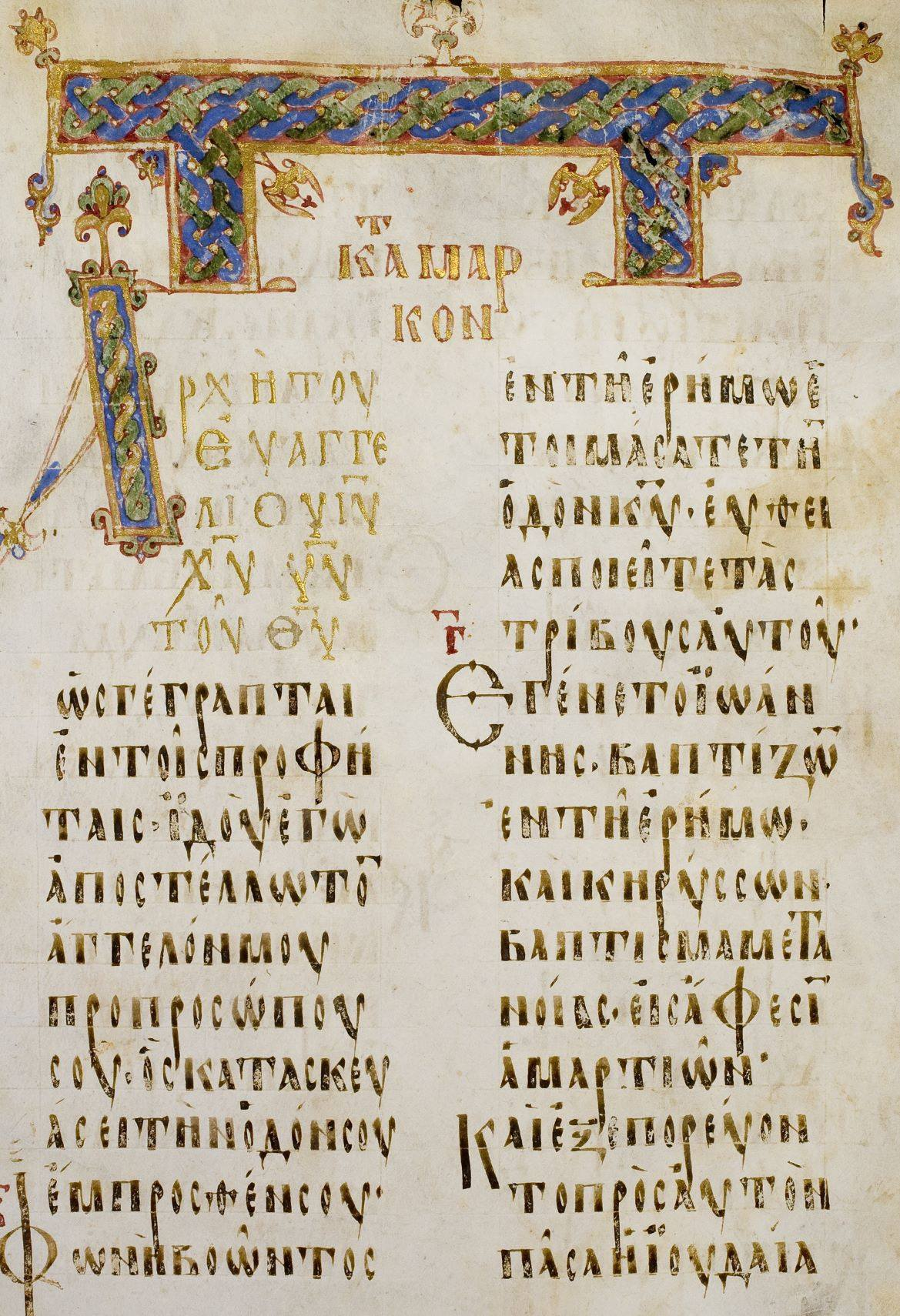
Codex Boreelianus、ビザンチンの原稿、ファミリーEのメンバー

| 符号        | 名前                             | 日付      | コンテンツ                                  |
| A（02）     | コーデックスアレクサンドリア写本 | 5位       | 福音書                                      |
| C（04）     | コーデックスエフラエム写本       | 5位       | 福音書（ビザンチン/アレクサンドリアの混合） |
| W（032）    | コーデックスワシントン           | 5位       | マット1-28;ルカ8：13–24：53                 |
| Q（026）    | Codex Guelferbytanus B           | 5位       | ルーク–ジョン                               |
| 061         | アンシャル061                    | 5位       | 1テモテ3：15-16; 4：1-3; 6：2-8             |
| E e （07）  | コーデックスバシレンシス         | 8日       | 福音書                                      |
| F e （09）  | コーデックスボレリアヌス         | 9日       | 福音書                                      |
| G e （011） | コーデックスセイデリアヌスI      | 9日       | 福音書                                      |
| H e （013） | コーデックスセイデリアヌスII     | 9日       | 福音書                                      |
| L（020）    | コーデックスアンジェリカス       | 9日       | 行為、CE、パウロ書簡                        |
| V（031）    | コーデックスモスケンシスII       | 9日       | 福音書                                      |
| Y（034）    | コーデックスマケドニエンシス     | 9日       | 福音書                                      |
| Θ（038）    | コーデックスコリデティ           | 9日       | 福音書（マークを除く）                      |
| S（028）    | コーデックスバチカヌス354        | 949       | 福音書                                      |
| 1241        | マイナス1241                     | 12日      | 行為のみ                                    |
| 1424        | マイナス1424                     | 9日/ 10日 | NT（マークを除く）                          |

### その他の原稿
パピルス
<sup id="mwzw">𝔓73</sup>
アンシャル
Minuscules

### ビザンチンテキストタイプのファミリ
- Family Π
- Family E
- Family K<sup id="mwBvU">1</sup>
- Family K<sup id="mwBvg">r</sup>
- Family K<sup id="mwBvs">x</sup>

ビザンチンテキストに関連する家族
- 家族1424
- 家族1739

### その他のテキストタイプ
- 新約聖書の原稿のカテゴリー
- アレクサンドリア型テキストタイプ
- 帝王切開のテキストタイプ
- 西洋のテキストタイプ
- テクストゥスレセプタス

### 重要なテキスト
- Novum Testamentum Graece
- 本文批評
- 読みの混同